# Урсін (Невада)
Урсін (англ. Ursine) — переписна місцевість (CDP) в США, в окрузі Лінкольн штату Невада. Населення — 62 особи (2020).

## Географія
Урсін розташований за координатами 37°58′38″ пн. ш. 114°13′44″ зх. д. / 37.97722° пн. ш. 114.22889° зх. д. (37.977287, -114.228870).  За даними Бюро перепису населення США в 2010 році переписна місцевість мала площу 11,24 км², уся площа — суходіл.

## Демографія
Згідно з переписом 2010 року, у переписній місцевості мешкала 91 особа в 47 домогосподарствах у складі 21 родини. Густота населення становила 8 осіб/км².  Було 87 помешкань (8/км²).
Расовий склад населення:
| - 100,0 % — білих |

До двох чи більше рас належало 0,0 %. Частка іспаномовних становила 0,0 % від усіх жителів.
За віковим діапазоном населення розподілялося таким чином: 14,3 % — особи молодші 18 років, 51,6 % — особи у віці 18—64 років, 34,1 % — особи у віці 65 років та старші. Медіана віку мешканця становила 52,3 року. На 100 осіб жіночої статі у переписній місцевості припадало 133,3 чоловіків;  на 100 жінок у віці від 18 років та старших — 143,8 чоловіків також старших 18 років.
Цивільне працевлаштоване населення становило 0 осіб. 